# ISO 3166-2:NO
ISO 3166-2:NO — стандарт Міжнародної організації зі стандартизації, для позначення геокодів. Є частиною стандарту ISO 3166-2, що належать Норвегії. Стандарт охоплює всі 19-ть фюльке, архіпелаг Шпіцберген та острів Ян-Маєн.

## Загальні відомості
Кожен геокод складається з двох частин: коду Alpha2 за стандартом ISO 3166-1 для Норвегії — NO та додаткового двосимвольного коду регіону, записаних через дефіс. Додатковий код утворений двосимвольним числом. Геокоди адміністративних одиниць є підмножиною коду домену верхнього рівня — NO, присвоєного Норвегії відповідно до стандартів ISO 3166-1.

## Геокоди Норвегії
Геокоди Шпіцбергена, острова Ян-Маєна та 19-ти фюльке адміністративно-територіального устрою Норвегії.
| Геокод | Адміністративна одиниця | Статус    |
| ------ | ----------------------- | --------- |
| NO-01  | Естфолл                 | фюльке    |
| NO-02  | Акерсгус                | фюльке    |
| NO-03  | Осло                    | фюльке    |
| NO-04  | Гедмарк                 | фюльке    |
| NO-05  | Оппланн                 | фюльке    |
| NO-06  | Бускерюд                | фюльке    |
| NO-07  | Вестфолл                | фюльке    |
| NO-08  | Телемарк                | фюльке    |
| NO-09  | Еуст-Агдер              | фюльке    |
| NO-10  | Вест-Агдер              | фюльке    |
| NO-11  | Ругаланн                | фюльке    |
| NO-12  | Гордалан                | фюльке    |
| NO-14  | Согн-ог-Ф'юране         | фюльке    |
| NO-15  | Мере-ог-Ромсдал         | фюльке    |
| NO-16  | Сер-Тренделаг           | фюльке    |
| NO-17  | Нур-Тренделаг           | фюльке    |
| NO-18  | Нурланн                 | фюльке    |
| NO-19  | Трумс                   | фюльке    |
| NO-20  | Фіннмарк                | фюльке    |
| NO-21  | Шпіцберген              | територія |
| NO-22  | Ян-Маєн                 | територія |

Геокоди Шпіцбергена та Ян-Маєна за стандартом ISO 3166-1.
| Адміністративно-територіальна одиниця | Геокод по 3166-2 | Геокод по 3166-1 |
| ------------------------------------- | ---------------- | ---------------- |
| Свальбард і Ян-Маєн (Шпіцберген)      | NO-21            | SJ               |
| Свальбард і Ян-Маєн (Ян-Маєн)         | NO-22            | SJ               |

## Геокоди прикордонних для Норвегії держав
- Росія — ISO 3166-2:RU (на сході),
- Фінляндія — ISO 3166-2:FI (на сході, південному сході),
- Швеція — ISO 3166-2:SE (на південному сході),
- Данія — ISO 3166-2:DK (на півдні, морський кордон).